# Abacionidae
Abacionidae, porodica člankonožaca iz reda Callipodida, razred Diplopoda. Porodica nosi ime po rodu Abacion koji je raširen od atlantske obale SAD-a do Velikih jezera i velikih prerija. Kao i ostale stonoge (Myriapoda) odlikuje se dugačkim tijelom s mnogobrojnim nogama, odnosnoo dva para na svakom duplom kolutiću (osim na prva tri) prema čemu su klasificirani u razred dvojenoge (Diplopoda).

## Rodovi
- Abacion Rafinesque, 1820
- Delophon Chamberlin, 1943
- Platops Newport, 1844
- Reasia Sager, 1853
- Spirostrephon Brandt, 1841
- Tetracion Hoffman, 1956